# Noah Jupe

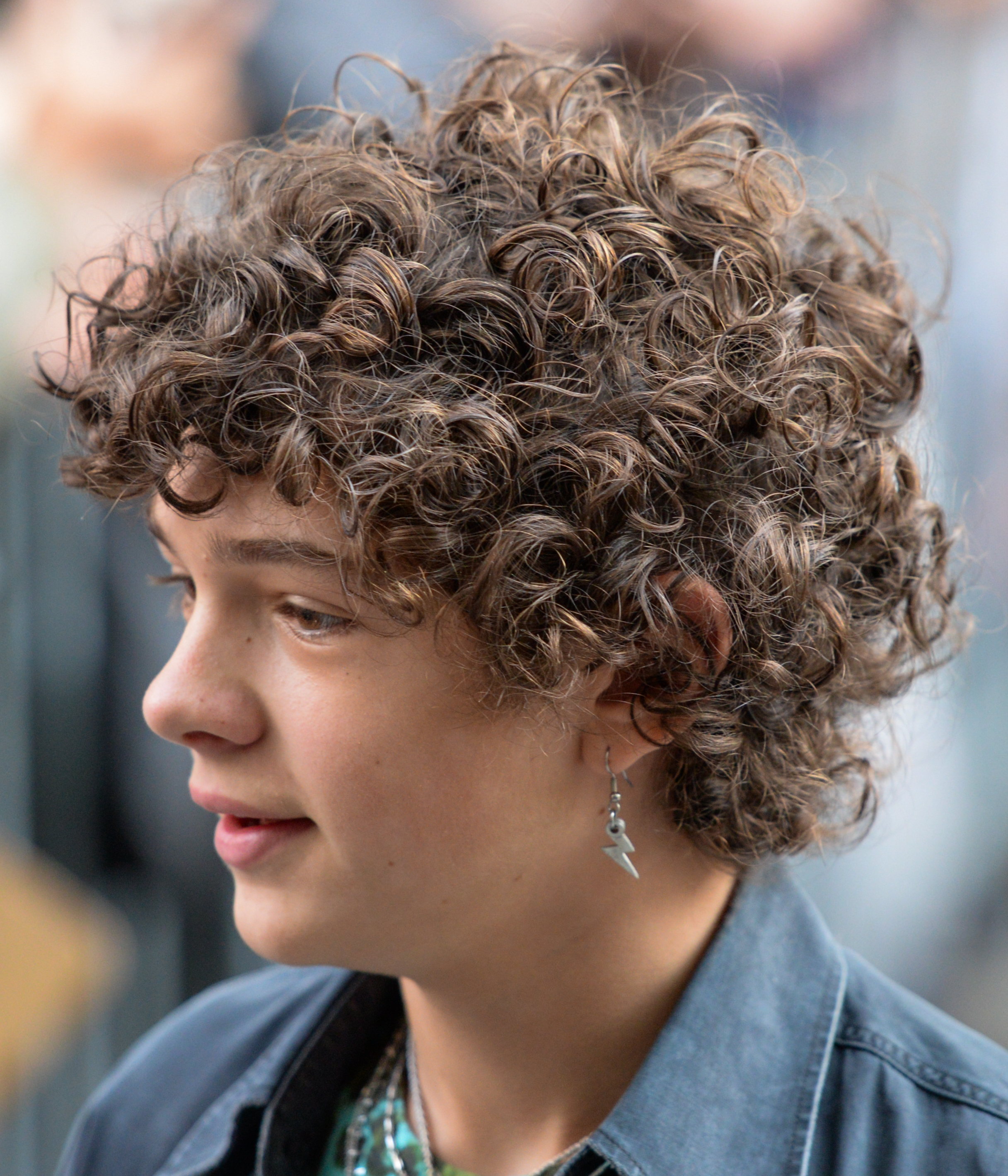
Noah Jupe bei einer Vorstellung des Films Le Mans 66 – Gegen jede Chance beim Toronto International Film Festival im September 2019

Noah Casford Jupe (* 25. Februar 2005) ist ein britischer Schauspieler.

## Leben
Noah Jupe wurde 2005 in Islington als Sohn der Schauspielerin Katy Cavanagh und des Filmemachers Chris Jupe geboren.  Im Jahr 2015 war Jupe in einem Gastauftritt in Penny Dreadful in der Rolle von Charles Chandler erstmals im Fernsehen zu sehen. Im gleichen Jahr spielte er in einer Folge von Downton Abbey mit. 2016 spielte er in drei Folgen der Serie The Night Manager Daniel Roper, im gleichen Jahr war er in fünf Folgen der Miniserie Houdini and Doyle in der Rolle von Kingsley Conan Doyle zu sehen. 2017 erhielt Jupe im Thriller Die Macht des Bösen von Cédric Jimenez mit der Rolle von Ata Moravec, der in einem Verhör im Rahmen der Operation Anthropoid zusammenbricht, sein erstes Engagement in einem Kinofilm. In That Good Night von Eric Styles, der ebenfalls 2017 in die Kinos kam, übernahm er die Rolle von Ronaldo.
Im September 2017 wurde im Rahmen der Internationale Filmfestspiele von Venedig 2017 der Film Suburbicon von George Clooney vorgestellt, in dem er Nicky spielte, den Filmsohn von Matt Damon. David Rooney von The Hollywood Reporter sagt, dies sei eine phantastische schauspielerische Leistung von ihm gewesen.
Weitere Rollen erhielt Jupe in Wunder von Stephen Chbosky, der 2017 in die Kinos kam, in Titan – Evolve or Die von Lennart Ruff, A Quiet Place von John Krasinski und Holmes & Watson von Etan Cohen, die alle im Jahr 2018 veröffentlicht wurden. In Honey Boy von Alma Har'el spielte er den Protagonisten Otis und das Alter Ego von Shia LaBeouf als Kind, während Lucas Hedges diesen als jungen Mann verkörpert. In dem Film Le Mans 66 – Gegen jede Chance von James Mangold erhielt er die Rolle von Peter Miles, Sohn des Rennfahrers Ken Miles. In A Quiet Place 2 war Jupe abermals in der Rolle von Marcus Abbott zu sehen. In No Sudden Move von Steven Soderbergh spielte er Matthew Wertz. In Bill Pohlads Filmdrama Dreamin’ Wild – Ein Leben für die Musik, das im September 2022 bei den Internationalen Filmfestspielen von Venedig seine Premiere feierte, verkörpert er den Musiker Donnie Emerson.
Jupe hat einen jüngeren Bruder namens Jacobi, der ebenfalls erste Erfahrungen als Schauspieler sammelte, so in Fernsehserien wie Britannia und  in Filmen wie Peter Pan & Wendy von David Lowery und in Hamnet von Chloé Zhao in dem dieser in der Titelrolle als Sohn von William Shakespeare und seiner Ehefrau zu sehen ist.

## Filmografie (Auswahl)
- 2016: The Night Manager (Fernsehserie, 3 Folgen)
- 2017: Die Macht des Bösen (The Man with the Iron Heart)
- 2017: That Good Night
- 2017: Suburbicon
- 2017: Wunder (Wonder)
- 2018: Titan – Evolve or Die (The Titan)
- 2018: Holmes & Watson
- 2018: A Quiet Place
- 2019: Honey Boy
- 2019: Le Mans 66 – Gegen jede Chance (Ford v. Ferrari)
- 2020: A Quiet Place 2 (A Quiet Place: Part II)
- 2020: The Undoing (Miniserie, 6 Folgen)
- 2021: No Sudden Move
- 2022: Dreamin’ Wild – Ein Leben für die Musik (Dreamin’ Wild)
- 2023: Der Elefant des Magiers (The Magician’s Elephant, Stimme von Peter)
- 2024: Franklin (Miniserie)
- 2024: Lady in the Lake (Miniserie)

## Auszeichnungen (Auswahl)
Critics’ Choice Movie Award
- 2020: Nominierung als Bester Jungdarsteller (Honey Boy)

Gotham Award
- 2019: Nominierung als Bester Nachwuchsdarsteller (Honey Boy)

Independent Spirit Award
- 2020: Nominierung als Bester Nebendarsteller (Honey Boy)[6]

London Critics Circle Film Award
- 2018: Nominierung als Bester britischer Nachwuchsdarsteller
- 2019: Nominierung als Bester britischer Nachwuchsdarsteller
- 2020: Nominierung als Bester britischer Nachwuchsdarsteller (Honey Boy und Le Mans 66 – Gegen jede Chance)[7]

National Film & TV Award
- 2019: Nominierung als Bester Newcomer 2019[8]

Saturn Award
- 2022: Nominierung als Bester Nachwuchsschauspieler (A Quiet Place 2)

Young Artist Award
- 2018: Nominierung für die Beste schauspielerische Leistung eines Teenagers (Suburbicon)